# Fussballclub Blau-Weiß Linz 2012-2013

## Stagione
In Erste Liga la squadra termina all'ultimo posto, occupato stabilmente dalla decima all'ultima giornata. In ogni caso, la rinuncia alla licenza professionistica da parte del Lustenau consente al Blau-Weiß Linz di evitare la retrocessione diretta.
A fine stagione viene disputato lo spareggio contro il Parndorf, vincitore della Regionalliga Ost; la vincitrice dello spareggio disputerà la Erste Liga 2013-2014, la perdente scivolerà in Regionalliga.
In ÖFB-Cup viene eliminato nel primo turno per mano dell'Union St. Florian (2-1).

## Organico

### Staff tecnico
| Allenatore:            | Edmund Stöhr        |
| Allenatore in seconda: | Thomas Sageder      |
| Massaggiatore:         | Pavel Ivanov        |
| Team manager:          | Helmuth Klaffenböck |

### Rosa
Aggiornata al 1º luglio 2012.
| N. |                     | Ruolo | Calciatore          |
| -- | ------------------- | ----- | ------------------- |
| 1  | Austria (bandiera)  | P     | David Wimleitner    |
| 4  | Austria (bandiera)  | D     | Torsten Knabel      |
| 5  | Austria (bandiera)  | D     | Florian Maier       |
| 6  | Slovenia (bandiera) | C     | Alen Coralic        |
| 7  | Austria (bandiera)  | A     | Michael Miksits     |
| 8  | Austria (bandiera)  | C     | Thomas Höltschl     |
| 9  | Austria (bandiera)  | A     | Matthias Lindner    |
| 10 | Bulgaria (bandiera) | C     | Svetozar Nikolov    |
| 11 | Austria (bandiera)  | A     | Harun Sulimani      |
| 12 | Austria (bandiera)  | D     | Wolfgang Bubenik    |
| 13 | Austria (bandiera)  | P     | Daniel Bartosch     |
| 15 | Austria (bandiera)  | D     | Martin Kreuzriegler |

| N. |                    | Ruolo | Calciatore         |
| -- | ------------------ | ----- | ------------------ |
| 16 | Austria (bandiera) | D     | Ernst Koll         |
| 17 | Austria (bandiera) | D     | Boris Arapovic     |
| 18 | Austria (bandiera) | C     | Philipp Huspek     |
| 19 | Austria (bandiera) | C     | Manuel Hartl       |
| 20 | Austria (bandiera) | D     | Stefan Rabl        |
| 21 | Austria (bandiera) | C     | Konstantin Wawra   |
| 22 | Austria (bandiera) | C     | Daniel Guselbauer  |
| 23 | Austria (bandiera) | C     | Stefan Haudum      |
| 27 | Austria (bandiera) | P     | Christoph Binder   |
| 28 | Serbia (bandiera)  | A     | Srdjan Pavlov      |
| 33 | Austria (bandiera) | D     | Michael Guselbauer |